# سیارک ۲۳۰۶۷
سیارک ۲۳۰۶۷ (به انگلیسی: 23067 Ishajain، نامگذاری:1999XX54) بیست و سه هزار و شصت و هفتمین سیارک کشف شده‌است که در ۷ دسامبر ۱۹۹۹ کشف شد.
قدر مطلق سیارک برابر ۲۰.۴ است.